# Boa Esporte Clube
El Boa Esporte Clube, es un equipo de fútbol de la ciudad de Varginha, interior del Estado de Minas Gerais, Brasil. Fue fundado el 30 de abril de 1947 y actualmente juega en la Campeonato Mineiro Módulo 2, la segunda división del estado de Minas Gerais. El club fue conocido hasta 2011 como Ituiutaba Esporte Clube tras trasladarse el club desde la ciudad de Ituiutaba a su ciudad actual.

## El polémico fichaje deBruno Fernandes de Souza
A principios de marzo de 2017 se hizo público el fichaje del guardameta Bruno Fernandes de Souza, excapitán del Flamengo, para jugar durante dos años para el Boa Esporte Clube.
Bruno Fernandes fue condenado el 8 de marzo de 2013 a la pena de 22 años y 3 meses de prisión por haber ordenado el asesinato de su amante, la modelo Eliza Samudio, a la sazón madre de su hijo. En marzo de 2017, debido a la lentitud de la Administración de Justicia brasileña, salió de prisión gracias a un recurso que le permite esperar en libertad provisional hasta que la Justicia se pronuncie definitivamente sobre su caso. En 2010, la jueza Marixa Fabiane Rodrigues, aseguró que Bruno actuó como una persona «violenta, fría y disimulada», para articular la «trama diabólica».

## Entrenadores
- Sidney Moraes (?–abril de 2013)[10]
- Ney da Matta (enero de 2015–junio de 2015)[11][12]
- Julinho Camargo (mayo de 2016–julio de 2016)[13][14]
- Cesinha (interino- julio de 2016–2016)[14]
- Julinho Camargo (diciembre de 2016–junio de 2017)[15][16]
- Nedo Xavier (interino- junio de 2017–julio de 2017/julio de 2017–noviembre de 2017)[17][18]
- Sidney Moraes (noviembre de 2017–mayo de 2018)[18][19]
- Daniel Paulista (mayo de 2018–junio de 2018)[20][21]
- Ney da Matta (junio de 2018–octubre de 2018)[22][23]
- Tuca Guimarães (octubre de 2018–febrero de 2019)[24][25]
- Ariel Mamede (octubre de 2020–marzo de 2021)[26][27]
- Gabardo Júnior (marzo de 2021–julio de 2022)[28][29]
- Wilson Júnior (marzo de 2024–presente)[3]

## Palmarés

### Nacionales
- Campeonato Brasileño de Fútbol Serie C (1): 2016

### Torneos estatales
- Taça Minas Gerais (2): 2007 y 2012
- Campeonato Mineiro de Futebol do Interior (1): 2009
- Campeonato Mineiro Módulo II (2): 2004 y 2011